# Ammotrechella elieri
Espèce
Ammotrechella elieri est une espèce de solifuges de la famille des Ammotrechidae.

## Distribution
Cette espèce est endémique de la province de Pinar del Río à Cuba. Elle se rencontre dans la péninsule de Guanahacabibes, une zone couverte en partie par le parc national de Guanahacabibes et en totalité par la réserve de biosphère du même nom.

## Description
Le mâle holotype mesure 12,50 mm et la femelle paratype 14,10 mm, les mâles mesurent de 9,70 à 12,50 mm.

## Systématique et taxinomie
Cette espèce a été décrite par Armas en 2012.

## Étymologie
Cette espèce est nommée en l'honneur d'Elier Fonseca Hernández.

## Publication originale
- Armas, 2012 : « Nuevos solífugos de Cuba occidental (Solifugae: Ammotrechidae). » Revista Iberica de Aracnologia, vol. 21, p. 119-124 (texte intégral).